# Дворец герцогов Бургундских
Дворец герцогов Бургундских (фр. Le palais des ducs et des États de Bourgogne) — бывшая резиденция бургундских герцогов в столице Бургундии — городе Дижоне.

## Описание
Самая древняя часть дворца — Барская башня. Её строительство началось при Филиппе Отважном в 1365 году. При Филиппе Добром в резиденции герцогов появилась башня, носящая его имя. Пышные готические надгробия герцогов Филиппа Отважного и Иоанна Бесстрашного работы Слютера перенесены во дворец из упразднённого монастыря Шанмоль.
Большинство сооружений комплекса были возведены в XVII—XVIII веках в стиле французского классицизма. В настоящее время во дворце располагается Дижонский музей изобразительных искусств с редким собранием старофранцузской и старонидерландской живописи.